# Szbiszlava lengyel fejedelemasszony
Szbiszlava (oroszul: Сбыслава Святополковна, magyar átírással: Szbiszlava Szvjatopolkovna; 1087 körül – 1114 körül) kijevi hercegnő, Ferdeszájú Boleszláv első feleségeként Lengyelország fejedelemasszonya 1107-től feltehetően 1114-ben bekövetkezett haláláig. Egyetlen fia a későbbi fejedelem, Száműzött Ulászló volt.
Szbiszlava a Rurik-dinasztia tagjaként született valamikor 1085 és 1090 között, valószínűsíthetően a Kijevi Rusz területén. Édesapja Szvjatopolk Izjaszlavics, a kijevi nagyfejedelem, I. Vszevolod unokaöccse és örököse volt. A hercegnő édesanyjának kiléte bizonytalan. Szvjatopolk első felesége egy ismeretlen nevű cseh hercegnő volt a Přemysl-dinasztiából, aki feltehetően II. Spytihněv cseh fejedelem leánya – így valószínűsíthető, hogy ő volt Szbiszlava édesanyja is.
Fiatalon, 1103-ban lett a lengyel herceg, Ferdeszájú Boleszláv felesége. A fejedelem ekkor Kis-Lengyelország, Szilézia és Sandomierz területét kormányozta, a kijevi házassággal pedig katonai segítséget remélt fivére, Zbigniew ellen. Boleszláv végül 1107-ben Lengyelország fejedeleme lett. Házasságukból egy fiú bizonyosan született, a később „Száműzött” jelzővel illetett Ulászló, valamint egy ismeretlen nevű leány (talán Judit). Egyes krónikások, például Gallus Anonymus egy másik fiúról is beszámolnak, ám annak létezése nem bizonyított. Amennyiben mégis született egy második fiuk, úgy feltehetően születését követően nem sokkal el is hunyhatott. Szbiszlava halálát 1114-re teszik, mivel férje egy évvel később újból megházasodott a német nemesasszonyal, Bergi Saloméval.